# Like a Prayer (single)
Like a Prayer is een single van de Amerikaanse zangeres Madonna, de eerste single van het gelijknamige vierde studioalbum. Het nummer is geschreven door Madonna en Patrick Leonard. Op 3 maart 1989 werd het nummer wereldwijd op single uitgebracht.

## Achtergrond
De plaat werd een wereldwijde hit en bereikte in Madonna's thuisland de VS de nummer 1-positie in de Billboard Hot 100. Ook in o.a. Canada, Australië, Nieuw-Zeeland, Brazilië, Uruguay, Mexico, Scandinavië, Frankrijk, Italië, Spanje, Portugal, Griekenland en Zwitserland en de Eurochart Hot 100. In Duitsland en Oostenrijk de 2e positie.
In Nederland was de plaat op vrijdag 10 maart 1989 Veronica Alarmschijf op de befaamde Volle Vrijdag op Radio 3 en werd mede hierdoor een gigantische hit in de destijds twee landelijke hitlijsten op de nationale publieke popzender. In de Nederlandse Top 40 kwam de plaat de lijst binnen op 17 maart 1989. De plaat hield het in totaal elf weken vol, waarbij de 2e positie het hoogst haalbare was. In de Natiomale Hitparade Top 100 kwam de plaat op 16 maart 1989 de lijst binnen en behaalde hier wél de nummer 1-positie en stond totaal dertien weken in de publieke hitlijst genoteerd.
In België bereikte de plaat de nummer 1-positie in zowel de voorloper van de Vlaamse Ultratop 50 als de Vlaamse Radio 2 Top 30. In Wallonië werd géén notering behaald.
De plaat is vele malen gecoverd, door vele artiesten als Mad'House en Blue. De versie van Mad’House behaalde in 2002 wél de nummer 1-positie (2 weken) in de Nederlandse Top 40 op destijds Radio 538 en werd Dancesmash. 
Sinds de alkereerste editie in december 1999 staat de plaat onafgebroken genoteerd in de jaarlijkse NPO Radio 2 Top 2000 van de Nederlandse publieke radiozender NPO Radio 2, met als hoogste notering tot nu toe een 220e positie in 1999.

## Videoclip
De videoclip van Like a Prayer, geregisseerd door Mary Lambert (die ook Borderline, Like a Virgin, Material Girl en La Isla Bonita al regisseerde). De clip is een van de meest controversiële geweest in de muziekgeschiedenis.
In de videoclip is te zien dat Madonna getuige is van moord en verkrachting. Een toevallige voorbijganger wordt hiervoor ten onrechte gearresteerd. Hierna bezoekt Madonna een kerk waar een beeld van de heilige Martinus van Porres tot leven komt om haar te kussen. Madonna wijst hierna de echte dader aan. De onschuldige man wordt weer vrijgelaten. Ook ontvangt Madonna de stigmata, de vijf wonden van Jezus, die in de loop van de geschiedenis bij een aantal grote mystici op wonderbaarlijke wijze zijn verschenen.
In de clip vormen erotiek en katholicisme samen één geheel, waardoor de reactie van de christelijk-religieuze groeperingen te verwachten is: seksualiteit dient voorzichtig behandeld te worden, zeker wanneer in verband gebracht met religie. Zelfs het Vaticaan bemoeide zich ermee, aanleiding hiervoor waren de brandende kruisen, die meerdere malen tijdens het lied te zien zijn. In Nederland werd de videoclip destijds op televisie (Nederland 2) uitgezonden door Veronica in de tv-versie van de Nederlandse Top 40 en het popprogramma Countdown en door de TROS in het popprogramma Popformule.
De videoclip werd in 2004 door de Amerikaanse versie van MTV gekozen als de "meest taboedoorbrekende clip aller tijden".
Eerder was Madonna door Pepsi aangeboden om in een aparte videoclip op te treden (met Like a Prayer). Deze clip zou dan worden gebruikt als reclamespot voor Pepsi op televisie. Toen Pepsi de videoclip van Like a Prayer zag, werd de reclamespot van de buis gehaald. Madonna mocht de 5 miljoen dollar die ze ontvangen had voor deze clip houden.

## Hitnoteringen

### Nederlandse Top 40
| Like A Prayer in de Nederlandse Top 40 | Like A Prayer in de Nederlandse Top 40 | Like A Prayer in de Nederlandse Top 40 | Like A Prayer in de Nederlandse Top 40 | Like A Prayer in de Nederlandse Top 40 | Like A Prayer in de Nederlandse Top 40 | Like A Prayer in de Nederlandse Top 40 | Like A Prayer in de Nederlandse Top 40 | Like A Prayer in de Nederlandse Top 40 | Like A Prayer in de Nederlandse Top 40 | Like A Prayer in de Nederlandse Top 40 | Like A Prayer in de Nederlandse Top 40 | Like A Prayer in de Nederlandse Top 40 |
| Week                                   | 01                                     | 02                                     | 03                                     | 04                                     | 05                                     | 06                                     | 07                                     | 08                                     | 09                                     | 10                                     | 11                                     | 12                                     |
| -------------------------------------- | -------------------------------------- | -------------------------------------- | -------------------------------------- | -------------------------------------- | -------------------------------------- | -------------------------------------- | -------------------------------------- | -------------------------------------- | -------------------------------------- | -------------------------------------- | -------------------------------------- | -------------------------------------- |
| Nummer                                 | 11                                     | 3                                      | 2                                      | 2                                      | 2                                      | 2                                      | 4                                      | 8                                      | 16                                     | 29                                     | 36                                     | uit                                    |

### Nationale Hitparade Top 100
Hitnotering: 16-03-1989 t/m 08-06-1989. Hoogste notering: #1 (3 weken).

### NPO Radio 2 Top 2000
| Nummer met noteringen in de NPO Radio 2 Top 2000 | '99 | '00 | '01 | '02 | '03 | '04 | '05 | '06 | '07  | '08 | '09 | '10 | '11 | '12 | '13 | '14 | '15 | '16 | '17 | '18 | '19 | '20 | '21 | '22 | '23 | '24 |
| ------------------------------------------------ | --- | --- | --- | --- | --- | --- | --- | --- | ---- | --- | --- | --- | --- | --- | --- | --- | --- | --- | --- | --- | --- | --- | --- | --- | --- | --- |
| Like a Prayer                                    | 220 | 341 | 409 | 386 | 450 | 553 | 580 | 804 | 1082 | 656 | 942 | 949 | 943 | 932 | 929 | 887 | 729 | 804 | 784 | 728 | 836 | 806 | 916 | 932 | 842 | 619 |

1. ↑  Een vetgedrukt getal geeft de hoogste notering aan.